# Bulbophyllum phillipsianum
Bulbophyllum phillipsianum là một loài phong lan thuộc chi Bulbophyllum.